# Iktrekhetmijaan en Warmetruiendag

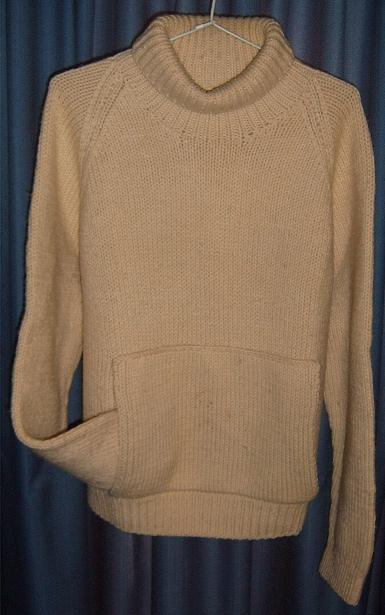
Zeemanstrui

De Vlaamse #Iktrekhetmijaan (tot 2023: Dikketruiendag) en de Nederlandse Warmetruiendag zijn jaarlijkse campagnes van respectievelijk de Vlaamse overheid en Klimaatverbond Nederland om op een ludieke manier te sensibiliseren en activeren rond klimaatverandering en de urgentie van de klimaatcrisis te agenderen. Warmetruiendag en Dikketruiendag worden jaarlijks op of rond 16 februari georganiseerd: de dag dat in 2005 het Kyoto-protocol in werking trad. De trui staat symbool voor wat iedereen thuis, op school en op het werk, alleen of samen kan doen om de uitstoot van broeikasgassen zo snel mogelijk fors te verminderen.
Sinds 2023 heet Dikketruiendag in Vlaanderen #Iktrekhetmijaan.

## Ontstaan
Op 16 februari 2005 was de eerste Dikketruiendag in Vlaanderen. In 2006 kreeg deze actie navolging in Nederland, in Zuid-Holland. Sinds 2007 heeft ook Nederland een landelijke Warmetruiendag, georganiseerd door Klimaatverbond Nederland. 
Dikketruiendag startte in Vlaanderen als een symbolische actie waarbij opgeroepen werd om de verwarming ten minste één graad lager te zetten en een warme trui aan te trekken. Deze symbolische actie levert klimaatwinst op: door de verwarming lager te zetten kan iedereen 6 % energie per graad besparen en de CO2-uitstoot laten dalen. Als heel Nederland slechts één dag de verwarming een graadje omlaag zet, spaart dat 3,6 miljoen m3 gas uit, zo rekende Milieu Centraal uit: 3,2 miljoen euro en 6,4 miljoen kg CO2.

## Doelgroepen
Dikketruiendag startte in 2005, onder impuls van MOS - duurzame scholen, straffe scholen als een scholenactie in Vlaanderen. Vanaf 2006 konden ook (lokale) overheden deelnemen, en in 2007 namen voor het eerst ook bedrijven deel. In Nederland riep Klimaatverbond in 2007 scholen, gemeenten en provincies op om deel te nemen aan de campagne. Vanaf 2008 zijn in Nederland de doelgroepen verbreed: iedereen, op school, op het werk en thuis kan deelnemen aan de Warmetruiendag. In Vlaanderen kunnen sinds 2022 ook verenigingen meedoen.

## Dikketruiendag Vlaanderen
Waar de klemtoon in de beginjaren van Dikketruiendag nog lag op het lager zetten van de verwarming, kwamen sinds 2010 ook andere thema's aan bod, zoals sluipverbruik, klimaatvluchtelingen, CO2-arme ontwerpen, vergroening, internationale samenwerking en duurzame mobiliteit. Ook bij de deelnemers ontstond een nieuwe dynamiek: heel wat scholen ruilden het 'graadje lager' in voor grootschaligere en langdurige projecten, grijze speelplaatsen werden groen, zonnepanelen en warmtepompen kwamen in de plaats van gas en stookolie, er werd samengewerkt met deelnemers uit het buitenland enz. 
In 2021 deden meer dan 120.000 deelnemers mee.
Vanaf 2022 gooit Dikketruiendag het opnieuw over een andere boeg. De trui staat niet enkel symbool voor warmtecompensatie, maar krijgt er een nieuwe functie als communicatiemiddel bij. Onder de slogan 'Pak uit met jullie klimaatactie!' worden deelnemers opgeroepen om hun klimaatacties kenbaar te maken op hun trui en zo ook anderen te inspireren met hun acties.

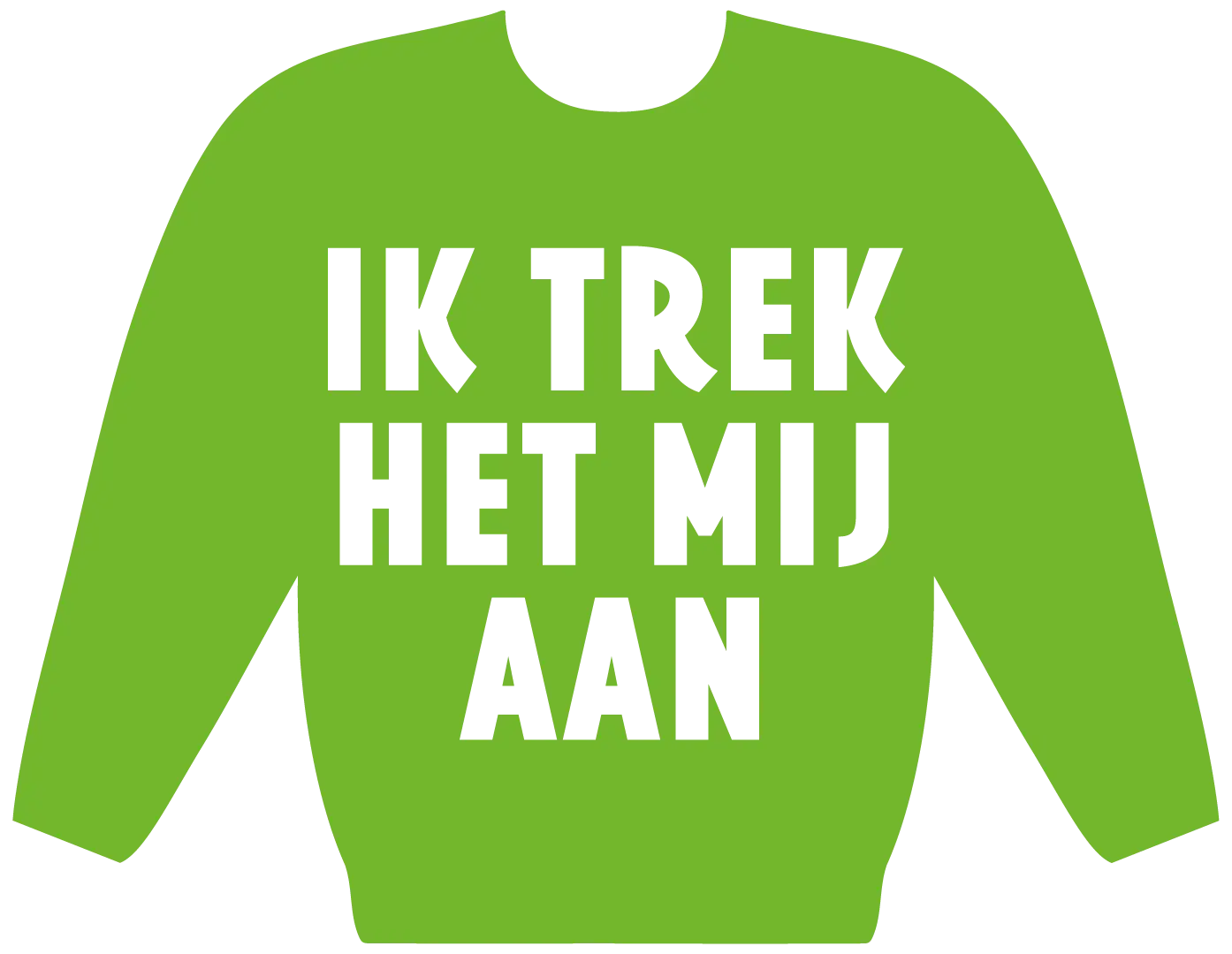
Truilogo met slogan Ik trek het mij aan

1. Iktrekhetmijaan is sinds 2023 de opvolger van de Vlaamse Dikketruiendag.[9] De campagne loopt jaarlijks in de maand februari.

Met de campagne #iktrekhetmijaan roept het Departement Omgeving van de Vlaamse overheid scholen en andere deelnemers op om te communiceren over hun klimaatacties en anderen te inspireren om klimaatvriendelijke keuzes te maken.

## Doelgroep Scholen
Deelnemende scholen kunnen zich registreren bij MOS - duurzame scholen, straffe scholen. Voor de tweede editie in 2024 registreerden zich bijna 200 scholen. MOS stimuleert scholen ook om aan klimaateducatie te doen en om hun deelname bekend te maken aan de buitenwereld.

## Andere deelnemers
Ook bedrijven, lokale overheden en organisaties kunnen deelnemen aan #Iktrekhetmijaan. Voor deze doelgroepen voorziet het Departement Omgeving een inspiratiegids.

### Edities
- 17 februari 2022: met campagneslogan 'Zeg het met je trui'
- 9 februari 2023: eerste editie van #Iktrekhetmijaan, actiedag
- 29 januari 2024 t/m 4 februari 2024: tweede editie van #Iktrekhetmijaan, actieweek
- 17 t/m 23 februari 2025: derde editie van #Iktrekhetmijaan, actieweek

## Warmetruiendag Nederland
In 2012 werd Greenchoice hoofdsponsor van de Nederlandse Warmetruiendag en heette de klimaatactie enkele jaren de Greenchoice Warmetruiendag. In 2018 werd de samenwerking beëindigd en heet de Warmetruiendag weer gewoon Warmetruiendag.
In 2014 behaalde de Nederlandse campagne een tweede plaats bij de European Sustainable Energy Awards 2014 in de categorie Communicating. Volgens het juryrapport was de campagne Outstanding, impressively high impact & best-in-class. In dat jaar namen ruim 200.000 mensen deel aan de actie en bereikte de campagne 13 miljoen mensen. In 2020 deden maar liefst 300.000 mensen mee. In Coronajaar 2021 147.735.
In 2015 werd de tot dan toe gebezigde naam Warme Truiendag veranderd in de huidige. Klimaatverbond Nederland heeft in 2007 opzettelijk gekozen voor de schrijfwijze met een spatie om het warmer worden van de dagen zelf te benadrukken, maar koos in 2015 toch voor de correcte schrijfwijze in verband met de toegenomen kennis van de doelgroepen van het nijpende probleem van de opwarming van de Aarde.

## Navolging in andere landen
Sinds 2010 organiseert WWF in Canada de National Sweater Day, en sinds 2020 heeft Duitsland zijn eigen Dicker-Pulli-Tag.